# 758 Mancunia
Mancunia (asteroide 758) é um asteroide da cintura principal com um diâmetro de 85,48 quilómetros, a 2,7055047 UA. Possui uma excentricidade de 0,1516172 e um período orbital de 2 080,08 dias (5,7 anos).
Mancunia tem uma velocidade orbital média de 16,67878923 km/s e uma inclinação de 5,6063º.
Esse asteroide foi descoberto em 18 de Maio de 1912 por Harry Edwin Wood.